# Индонезија на Олимпијским играма
Индонезија се први пут појавила на Олимпијским играма 1952. године, које су биле друге олимпијске игре модерног доба. Од тада Индонезија је пропустила само два пута Летње олимпијске игре; 1964. и 1980. године, када се придружила Америчком бојкоту московских игара..
На Зимским олимпијским играма Индонезија никада није учествовала и никада није била домаћин олимпијских игара;
Индонежански олимпијци су закључно са 2008. годином освојили 25 медаља на олимпијадама и све оне су освојене на Летњим олимпијским играма. Од двадесет пет медаља Индонезија је освојила шест златних и свих шест у бадминтону
Национални олимпијски комитет Индонезије (Komite Olahraga Nasional Indonesia) је основан 1946. а признат од стране Међународног олимпијског комитета 1952. године.

## Медаље
| Учешће и освојене медаље Индонезије на ОИ |       |        |        |        |  |   |    |    |    |  |
| Спортска дисциплина                       | Злато | Сребро | Бронза | Укупно |  |   |    |    |    |  |
| Бадминтон                                 | 7     | 6      | 6      | 19     |  |   |    |    |    |  |
| Дизање тегова                             | 0     | 6      | 6      | 12     |  |   |    |    |    |  |
| Стреличарство                             | 0     | 1      | 0      | 1      |  |   |    |    |    |  |
| Укупно                                    |       |        |        |        |  | 7 | 13 | 12 | 32 |  |

### Освојене медаље на ЛОИ
| Освојене медаље Индонезије на ЛОИ |                             |                             |                             |                             |                             |                             |                             |                             |                             |                             |
| ЛОИ                               | Носилац заставе             | Учешће                      | Муш.                        | Жене                        | спорт.                      | Злато                       | Сребро                      | Бронза                      | Укупно                      | Ранг                        |
| 1952. Хелсинки                    |                             |                             |                             |                             |                             | 0                           | 0                           | 0                           | 0                           |                             |
| 1956. Мелбурн и Стокхолм          |                             |                             |                             |                             |                             | 0                           | 0                           | 0                           | 0                           |                             |
| 1960. Рим                         |                             |                             |                             |                             |                             | 0                           | 0                           | 0                           | 0                           |                             |
| 1964. Токио                       | Индонезија није учествовала | Индонезија није учествовала | Индонезија није учествовала | Индонезија није учествовала | Индонезија није учествовала | Индонезија није учествовала | Индонезија није учествовала | Индонезија није учествовала | Индонезија није учествовала | Индонезија није учествовала |
| 1968. Мексико Сити                |                             |                             |                             |                             |                             | 0                           | 0                           | 0                           | 0                           |                             |
| 1972. Минхен                      |                             |                             |                             |                             |                             | 0                           | 0                           | 0                           | 0                           |                             |
| 1976. Монтреал                    |                             |                             |                             |                             |                             | 0                           | 0                           | 0                           | 0                           |                             |
| 1980. Москва                      | Индонезија није учествовала | Индонезија није учествовала | Индонезија није учествовала | Индонезија није учествовала | Индонезија није учествовала | Индонезија није учествовала | Индонезија није учествовала | Индонезија није учествовала | Индонезија није учествовала | Индонезија није учествовала |
| 1984. Лос Анђелес                 |                             |                             |                             |                             |                             | 0                           | 0                           | 0                           | 0                           |                             |
| 1988. Сеул                        |                             |                             |                             |                             |                             | 0                           | 1                           | 0                           | 1                           |                             |
| 1992. Барселона                   |                             |                             |                             |                             |                             | 2                           | 2                           | 1                           | 5                           |                             |
| 1996. Атланта                     |                             |                             |                             |                             |                             | 1                           | 1                           | 2                           | 4                           |                             |
| 2000. Сиднеј                      |                             |                             |                             |                             |                             | 1                           | 3                           | 2                           | 6                           |                             |
| 2004. Атина                       |                             |                             |                             |                             |                             | 1                           | 1                           | 2                           | 4                           |                             |
| 2008. Пекинг                      |                             |                             |                             |                             |                             | 1                           | 1                           | 4                           | 6                           |                             |
| 2012. Лондон                      |                             |                             |                             |                             |                             | 0                           | 2                           | 1                           | 3                           |                             |
| 2016. Рио де Жанеиро              |                             |                             |                             |                             |                             | 1                           | 2                           | 0                           | 3                           |                             |
| 2020. Токио                       |                             |                             |                             |                             |                             |                             |                             |                             |                             |                             |
| 2024. Париз                       |                             |                             |                             |                             |                             |                             |                             |                             |                             |                             |
| 2028. Лос Анђелес                 | предстојећи догађај         |                             |                             |                             |                             |                             |                             |                             |                             |                             |
| 2032. Бризбејн                    | предстојећи догађај         |                             |                             |                             |                             |                             |                             |                             |                             |                             |
| Укупно                            |                             |                             |                             |                             |                             | 7                           | 13                          | 12                          | 32                          |                             |